# Stazione di Nishi-Shiogama
La stazione di Nishi-Shiogama (西塩釜駅?, Nishi-Shiogama-eki) è una fermata ferroviaria della città di Shiogama, nella prefettura di Miyagi, in Giappone, ed è servita dalla ferrovia suburbana linea Senseki della JR East.

## Servizi ferroviari
East Japan Railway Company
■ Linea Senseki

## Struttura
La stazione è dotata di due marciapiedi laterali con due binari passanti in superficie. Il fabbricato viaggiatori, sopra i binari, dispone di tornelli di accesso, una biglietteria automatica e servizi igienici.
| 1 | ■ Linea Senseki | per Hon-Shiogama, Matsushima-Kaigan e Takagimachi |
| 2 | ■ Linea Senseki | per Tagajō, Sendai e Aoba-dōri                    |

## Stazioni adiacenti
| «                    | Servizio      | »             |
| Linea Senseki        | Linea Senseki | Linea Senseki |
| -------------------- | ------------- | ------------- |
| Geba                 | ■ Locale      | Hon-Shiogama  |
| I rapidi non fermano |               |               |